# Elattostachys solomonensis
Elattostachys solomonensis är en kinesträdsväxtart som beskrevs av F. Adema. Elattostachys solomonensis ingår i släktet Elattostachys och familjen kinesträdsväxter. Inga underarter finns listade i Catalogue of Life.